# 대구원음방송
대구원음방송 (大邱圓音放送)은 대한민국의 원음방송 대구경북지역 네트워크권의 FM 라디오 방송국과 TV 방송국이다. 원불교의 주도로 설립된 재단법인 원음방송이 운영한다.

## 방송국 연혁
- 2010년 10월 26일 : 대구원음방송 방송통신위원회로부터 허가
- 2011년 11월 20일 : 대구원음방송 개국 (주파수: 98.3㎒, 호출부호 : HLCS, 가청 지역: 대구광역시, 경상북도 경산시, 구미시, 군위군, 영천시, 칠곡군, 성주군, 고령군 등)
- 2012년 4월 26일 : 원음방송 대표홈페이지 주소변경 및 확대 개편 (www.wbsi.kr)
- 2014년 9월 5일 : 원음방송 애플리케이션 오픈
- 2015년 1월 13일 : WBS TV 사업 수위단회 의결
- 2015년 4월 17일 : WBS TV 방송채널사용사업자 등록 (미래창조과학부)
- 2015년 9월 : 새 CI 변경
- 2015년 11월 30일 : WBS TV 개국
- 2023년 7월 1일 : 대구원음방송 경상북도 군위군 → 대구광역시 군위군 통합

## 방송 송출 시설망
| 방송국       | 호출부호 | 송신소명    | 주파수    | 공중선전력 | 송신소 위치                         |
| ------------ | -------- | ----------- | --------- | ---------- | ----------------------------------- |
| 대구원음방송 | HLCS-FM  | 앞산 송신소 | FM 98.3㎒ | 1㎾        | 대구 남구 대명9동 산227-1 (KBS대구) |

### 라디오 시보 멘트
- 맑고 밝고 훈훈한 대구원음방송이 OO시를 알려드립니다. FM 98.3MHz WBS 대구원음방송입니다. HLCS

## 방영 프로그램
2020년 3월 2일부터 현재까지는 매일 오후 1시 55분, 오후 3시 55분, 저녁 7시 55분에는 1분간 성인가요 3곡을 짦게 들려주는 《1분 핫송》을 송출하고 있다. 설날, 추석 등 명절 연휴기간에는 《신청곡을 받습니다》로 대체되어 실시간 음악과 함께 생방송으로 진행된다. 첫째마당부터 여덟째마당까지 아침 7시부터 밤 10시까지 방송되며 1970년대부터 1990년대까지의 추억의 가요 및 2000년대 이상의 최신가요에 한하여 청취자들의 사연 및 신청곡을 받아서 선곡하고 있다.
- 성지의 아침 (매일)
- 하루를 여는 기도 (매일)
- 라디오 전서 (월요일 ~ 토요일)
- 교산 이성택 교무의 깨달음의 노래 (월요일 ~ 토요일)
- 특별한 아침! 정연아입니다 (월요일 ~ 금요일)
- 노래 하나 추억 둘 (매일)
- 원음의 소리 (월요일 ~ 금요일)
- 독경으로 일심을 (매일)
- 김희원의 기분좋은 12시! (매일)
- 진문진 교무의 가요세상 (월요일 ~ 금요일)
- 행복한 오후_대구 (월요일 ~ 금요일)
- 둥근소리 둥근이야기 (월요일 ~ 금요일)
- 아름다운 인생, 이동은입니다 (매일)
- 일원의 하모니 (월요일 ~ 금요일)
- 저녁심고 (월요일 ~ 금요일)
- 인산 조정중 교무의 원불교 경전강의 (월요일 ~ 금요일)
- 법문이 있는 음악카페 (매일)
- 자정기도 (매일)
- 일요법회 (일요일)
- 군종의 시간 (토요일)
- 心쿵! 2시 (토요일 ~ 일요일)
- 心쿵! 4시 (토요일 ~ 일요일)
- 최진용의 한방상담 (일요일)
- 교전 공부방 (토요일 ~ 일요일)
- 정산종사법어 공부 (토요일)

## 같이 보기
- BBS 대구불교방송
- cpbc 대구가톨릭평화방송
- 대구CBS
- TBC
- 대구MBC
- 안동MBC
- 포항MBC
- KBS대구방송총국
- KBS안동방송국
- KBS포항방송국
- TBN 대구교통방송
- TBN 경북교통방송
- 성서공동체FM
- 영주FM